# L'Après-midi à Naples
L'Après-midi à Naples est un tableau réalisé par le peintre français Paul Cézanne vers 1875. Cette huile sur toile est une scène de genre qui représente l'entrée d'une servante venue lui apporter du thé dans la chambre à coucher d'un couple nu, quelque part à Naples, en Italie. Passée entre les mains d'Ambroise Vollard, de Jean-Victor Pellerin puis de Daniel Wildenstein, l'œuvre est conservée à la Galerie nationale d'Australie, à Canberra, depuis son achat en 1985.